# 同心战“疫”
《同心战“疫”》（Together Against COVID-19）是由中共中央宣传部、中央广播电视总台联合制作的一部纪录片，以中国大陆人民抗击冠状病毒病疫情为背景，讲述中国大陆人民同舟共济、守望相助的故事，展现中国人民与世界各国人民团结抗疫、命运与共的患难真情。
该片于2020年9月2日至9月7日在中国中央电视台综合频道首播，中国环球电视网（CGTN）各外语频道亦会翻译为多语种版本面向全球播出。全国各地上星卫视及各地面电视主频道亦有重播。香港TVB無綫財經·資訊台于2020年9月14日至9月19日播出。

## 分集
| 集数   | 名称         | 内容简要 | 央视一套首播日期 |
| ------ | ------------ | --- | ---------------- |
| 第一集 | 《令出如山》 | 本集以2019年12月底冠状病毒病在武汉初步爆发为开端，讲述疫情爆发初期的防控进程。                                                 | 2020年9月2日     |
| 第二集 | 《生死阻击》 | 本集讲述冠状病毒病中国大陆疫情期间，医务工作者和全国驰援医务工作者救助冠状病毒病患者的事迹。                                   | 2020年9月3日     |
| 第三集 | 《坚强防线》 | 本集以群防群控为主线，讲述武汉通过多种手段防止城市内部疫情扩散及全国各地社区防控疫情的进程。                                   | 2020年9月4日     |
| 第四集 | 《众志成城》 | 本集通过不同角度，讲述武汉疫情期间，中国大陆各地人民通过兴建临时医院、紧急生产医用防护物资、运送农产品等形式支援武汉抗击疫情。 | 2020年9月5日     |
| 第五集 | 《命运与共》 | 本集以冠状病毒病全球疫情为主线，讲述疫情期间，中国大陆与世界各地的共同协作。                                                   | 2020年9月6日     |
| 第六集 | 《人民至上》 | 本集涵盖援鄂医疗队员陆续分批撤离、基层干部、科研人员、普通群众抗击疫情等内容，来总结疫情是“一场齐心协力的人民战争”。           | 2020年9月7日     |

## 播出信息
- 中国中央电视台综合频道 2020年9月2日至7日 20:05-21:00（首播）
- 中国中央电视台中文国际频道（亚洲版） 2020年9月4日至10日 （重播，时间不固定，通常安排于上午9-10点时段，其中9月8日因直播抗击新冠肺炎疫情表彰大会暂停播出）
- 中国中央电视台纪录频道 2020年9月2日至7日 22:02-23:09（重播）
- 中国中央电视台新闻频道 2020年9月3日至8日 13:00-13:54（重播）
- 香港TVB無綫財經·資訊台 2020年9月14日至19日 19:30-20:30
- 香港TVB星河頻道 2020年10月3日至10月18日 星期六、日 00:00-01:00、星期日、一12:00-13:00（重播）

## 收视率
以下为中国中央电视台综合频道首播时的收视纪录，数据来源于索福瑞媒介研究有限公司的CSM59城市网数据：

| 中国 中央电视台綜合频道 首播收视率 （CSM59） |              |        |          |        | |
| 集數                                         | 播出日期     | 收视率 | 收视份额 | 排名   | 備註 |
| 1                                            | 2020年9月2日 | 0.646  | 2.310    | 3      | |
| 2                                            | 2020年9月3日 | 0.669  | 2.460    | 2      | |
| 3                                            | 2020年9月4日 | 0.613  | 2.194    | 12     | 因当晚播出《中国国际服务贸易交易会全球服务贸易峰会特别报道》顺延播出 当天湖南卫视播出《元气满满的哥哥》、《中餐厅第四季》，浙江卫视播出《2020中国好声音》 |
| 4                                            | 2020年9月5日 | 0.681  | 2.496    | 12     | 因《新闻联播》加长播出时间顺延播出 当天东方卫视播出《完美的夏天》，北京卫视播出《跨界歌王》                                                               |
| 5                                            | 2020年9月6日 | 0.604  | 2.173    | 11     | 当天东方卫视播出《极限挑战宝藏行》，江苏卫视播出《蒙面舞王》                                                                                              |
| 6                                            | 2020年9月7日 | 0.564  | 2.041    | 3      | 因《新闻联播》加长播出时间顺延播出 |
| 平均收視                                     | 平均收視     | 0.63   | 2.279    | 不適用 | |

1. 数据由广视索福瑞提供，调查范围为四岁以上之观众。
2. 以上收视排名包括央视在内。
3. 资料来源：卫视这些事儿、TV未知数

## 争议
香港传媒报道，该片第一集在回顾新型肺炎的源头时，未有提及新冠疫情李文亮医生。有新型肺炎死者家属批评官方是在修改历史。

## 相关产品
该片解说词及视频图书由人民出版社于2020年11月出版，音像制品及DVD光盘由中国国际电视总公司2020年11月出版发行。